# 阿瑟·莫尔顿
阿瑟· 莱斯利· 莫尔顿（英語：Arthur Leslie Morton，1903年7月4日—1987年10月23日），是英国马克思主义的历史学家，是英国共产党共产党历史学家小组负责人。

## 著作
- 《A People's History Of England》（1938年）
- 《Language of Men》（1945年）
- 《The story of the English revolution》（1949年）
- 《The English Utopia》（1952年）
- 《The British Labour Movement, 1770-1920》（1956年）
- 《The Everlasting Gospel: A Study in the Sources of William Blake》（1958年）
- 《The Life and Ideas of Robert Owen》（1962年）
- 《The Matter of Britain: Essays in a Living Culture》（1966年）
- 《The World of the Ranters: Religious Radicalism in the English Revolution》（1970年）
- 《Political Writings of William Morris》（1973年）
- 《Freedom in Arms: A Selection of Leveller Writings》（1975年）
- 《Collected poems》（1976年）
- 《hree Works By William Morris》（1977年）